# ألفرد هنري بينس
ألفرد هنري بينس هو سياسي كندي، ولد في 18 أكتوبر 1908 في Lanigan, Saskatchewan ‏ في كندا، وتوفي في 27 مايو 1977 في برينس ألبرت في كندا. نشط حزبياً في الحزب الكندي التقدمي المحافظ. وقد انتخب عضو مجلس العموم الكندي.